# Шторе (община)
Община Шторе (словен. Občina Štore) — одна з общин в центральній Словенії. Адміністративним центром є місто Шторе.

## Населення
У 2011 році в общині проживало 4261 осіб, 2177 чоловіків і 2084 жінок. Чисельність економічно активного населення (за місцем проживання),  1747  осіб. Середня щомісячна чиста заробітна плата одного працівника (EUR), 967,92 (в середньому по Словенії 987.39). Приблизно кожен другий житель у громаді має автомобіль (49 автомобілі на 100 жителів). Середній вік жителів склав 43,0 роки (в середньому по Словенії 41.8). 